# Cephalophyllum pulchrum
Cephalophyllum pulchrum är en isörtsväxtart som beskrevs av L. Bol. Cephalophyllum pulchrum ingår i släktet Cephalophyllum och familjen isörtsväxter. Inga underarter finns listade i Catalogue of Life.